# Neblatticida fasciatipes
Neblatticida fasciatipes är en stekelart som beskrevs av Girault 1915. Neblatticida fasciatipes ingår i släktet Neblatticida och familjen sköldlussteklar. Inga underarter finns listade i Catalogue of Life.